# Michel-BMW Racing

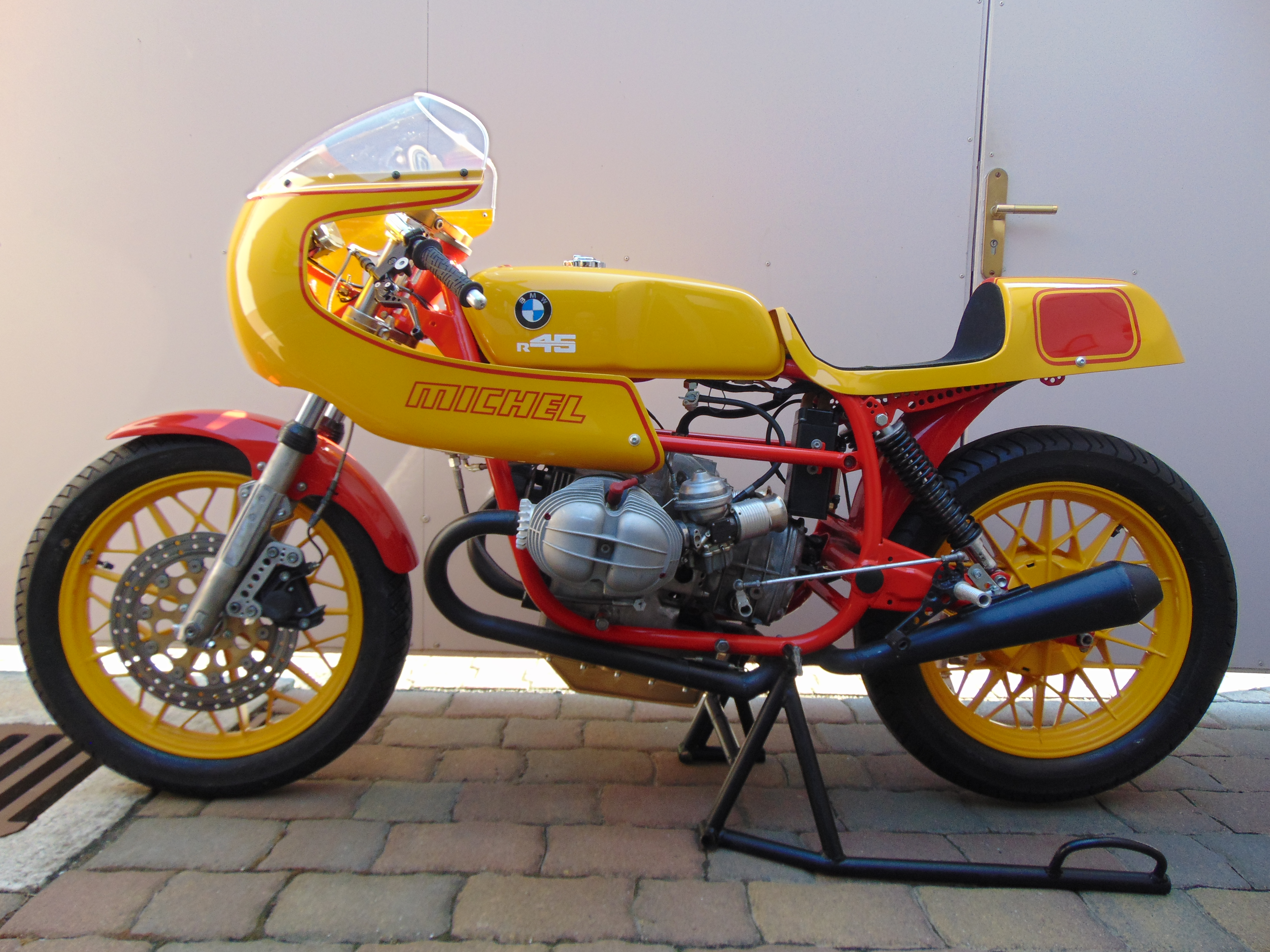
Michel BMW, Rennversion der R45, mit knapp 60 PS

Michel-BMW Racing war ein Motorsport-Rennstall, der von Anfang der 1970er bis etwa Ende der 1990er Jahre im internationalen Motorradsport aktiv war. Der Rennstall wurde von den Brüdern Willi (1938–1995) und Günter Michel (* 1952) gegründet und konnte in seiner aktiven Zeit zahlreiche Siege und auch Weltrekorde einfahren. Heute ist Michel-BMW Racing vor allem für klassische BMW-Rennsportmotorräder mit 2-Ventil-Technik bekannt. Sie zeichnen sich aus durch extreme Leichtbauweise, ihre sehr schlanke und klassische Fahrzeugsilhouette und ein Fahrzeugdesign in den Farben Rot und Gelb.

## Geschichte
Die ersten Erfahrungen im Motorradrennsport sammelten Willi und Günter Michel Anfang der 1970er Jahre auf BSA-Motorrädern, wechselten aber bald auf Motorräder der Marke BMW. Michel-BMW Racing wurde in den 1970er Jahren von der Fachpresse mehrfach mit dem Titel „Schnellste BMW der Welt“ ausgezeichnet. Im Jahr 1980 lieferte der Michel-Rennstall die Boxermotoren für das siegreiche BMW-Werksteam, das im selben Jahr auf BMW R80 G/S Europameister (Rolf Witthöft) und Deutscher Meister (Werner Schütz) wurde. Diese Siege im Geländesport legten den Grundstein für den großen Erfolg der BMW-G/S-Baureihe, die der gesamten Motorradsparte von BMW Anfang der 1980er Jahre wichtige Impulse gab. Da bei BMW der Motorradbau durch die damals starke japanische Konkurrenz unter Druck geraten war, gab es Ende der 1970er Jahre Gerüchte, dass sich die Münchner von der Motorradproduktion trennen wollten. Vor dem Hintergrund der erfolgreichen Rennsportaktivitäten und der Ausrüstung der G/S-Werksmaschinen mit „Michel-BMW-Ultrakurzhub-Boxermotoren“ gilt der Michel-BMW-Rennstall bei vielen Fans der Marke BMW als einer der Retter des BMW-Motorradbaus in dieser Zeit. Trotz zahlreicher Erfolge im Motorsport trennten sich die beiden Brüder Mitte der 1980er Jahre und gingen getrennte Wege auf der Rennstrecke, während sie im Bereich der technischen Entwicklung weiterhin zusammenarbeiteten.

## Technik
Willi und Günter Michel setzten im Motorsport auf konsequente Leichtbauweise und entwickelten aus den Boxermotoren der BMW-Baureihe R45/R65 (248) einen Ultra-Kurzhub-Motor, der sich im Motorsport rasch den Ruf erwarb, sehr hohe Drehzahlen zu ermöglichen und zugleich zuverlässig und standfest zu sein. Diese Ultra-Kurzhub-Boxer hatten 700 bis 930 cm³ Hubraum und waren im Renneinsatz mit zahlreichen Bauteilen aus Titan ausgestattet, wie zum Beispiel Pleuel, Stößelstangen und Zuganker. Schon früh suchten die beiden Brüder den Austausch mit Porsche-Ingenieuren, um die Probleme des Boxermotors zu lösen, die sich bei hohen Drehzahlen durch Überdruck im Kurbelgehäuse ergeben. Auch die Nachteile des BMW-Ventiltriebs bei hohen Drehzahlen lösten die beiden Brüder in Zusammenarbeit mit Technikern aus Zuffenhausen.

## Design
Schon in den Anfangsjahren legten die beiden Brüder, neben der technischen Perfektion, auch großen Wert auf die äußere Erscheinung ihrer Motorräder und entwickelten ein eigenständiges und zugleich klassisches Fahrzeugdesign in den Farben Rot und Gelb. Die Michel-Rennmaschinen zeichnen sich in der Regel durch eine sehr schlanke Fahrzeugsilhouette aus und verfügen über eine hochwertige Lackierung und bauliche Details wie Magnesiumfelgen, von Hand gefeilte Fußrastenanlagen, Gabelbrücken oder ein mechanisches Anti-Dive. In der gegenwärtigen Retrowelle sind Michel-Rennmaschinen häufig das Vorbild für sportliche BMW-Motorräder.

## Gegenwart
Heute ist der Michel-BMW-Rennstall nur noch im Bereich des Classic-Rennsports aktiv und baut hierzu klassische BMW 2-Ventil-Rennmaschinen auf und rüstet Renn-Gespanne mit Michel-BMW 2-Ventil-Boxermotoren aus, die je nach Anforderung und Hubraum über 100 PS (73,5 kW) Motorleistung abgeben.